# Palazzo Corigliano

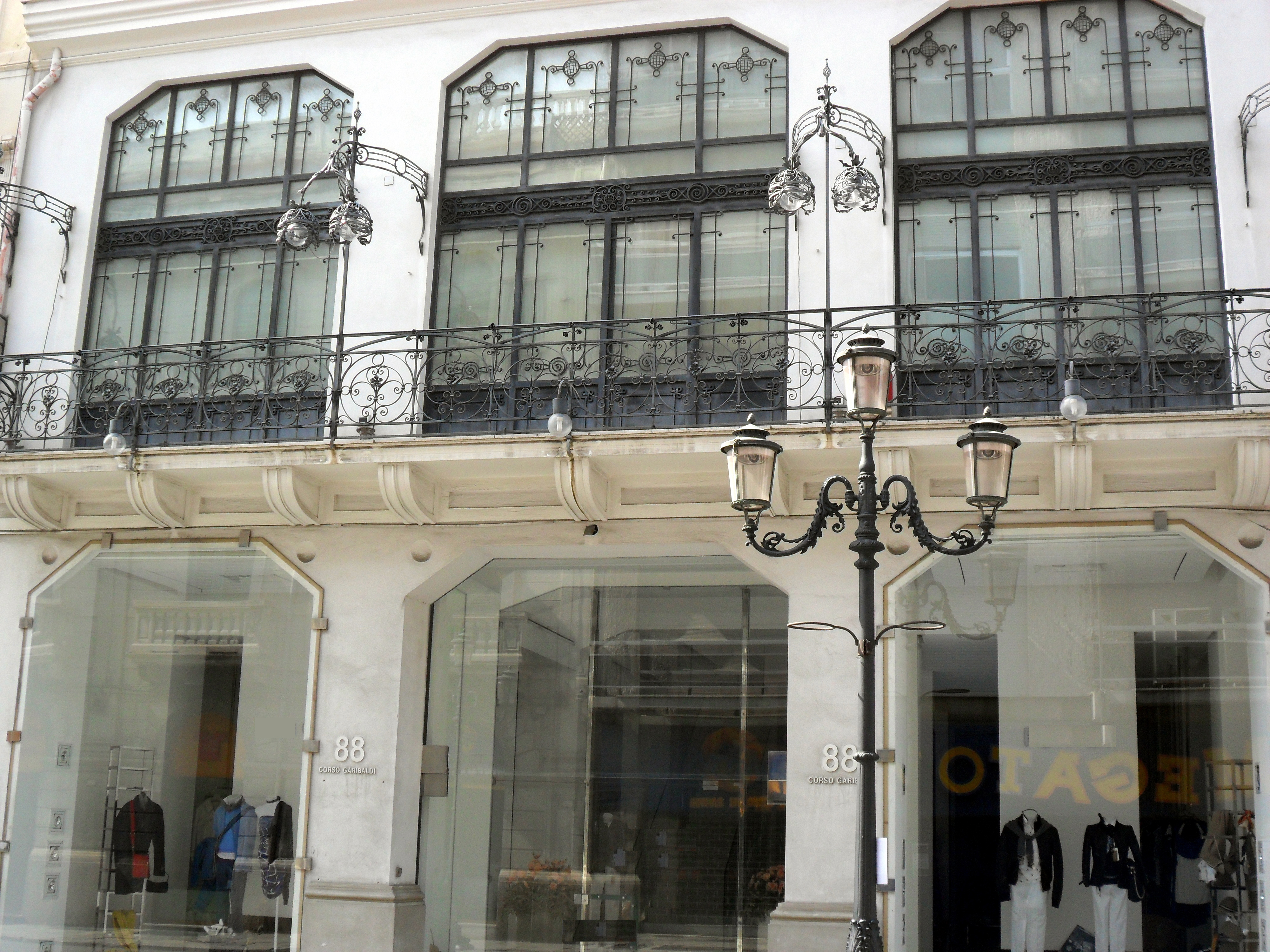
Palazzo Corigliano in Reggio Calabria, Hauptfassade zum Corso Giuseppe Garibaldi

Der Palazzo Corigliano ist ein Jugendstilpalast aus den 1920er-Jahren in Reggio Calabria in der italienischen Region Kalabrien. Seine Hauptfassade zeigt zum Corso Giuseppe Garibaldi, während sich die anderen Fassaden zum Corso Vittorio Emanuele III, zur Via Tenente Panella und zur Via XXIV Maggio hin wenden.

## Geschichte
Der Palast wurde 1921 vom Bauingenieur Cesare Prato projektiert und 1925 fertiggestellt. Ende der 1970er Jahre wurde der Palazzo Corigliano durch einen Brand schwer beschädigt. Nach einer langen Zeit der Aufgabe und des Verfalls wurde er restauriert und erstrahlte so wieder in altem Glanz. Im 21. Jahrhundert ist in dem Gebäude eine Verkaufsstelle für eine Bekleidungsmarke untergebracht.

## Beschreibung
Das Gebäude hat einen rechteckigen Grundriss und zwei Stockwerke. Die Hauptfassade ist im Erdgeschoss durch drei große Eingänge dominiert, die mit Glastüren verschlossen sind, während die Fenster im Obergeschoss mit Metallbeschlägen aus künstlerisch gestaltetem Schmiedeeisen verziert sind. Ein großer Balkon ist ebenfalls mit schmiedeeisernem Geländer ausgestattet, das florale Motive, vorwiegend des Jugendstils, zeigt. Diese Dekorationen erinnern an Laternen mit hängenden Armen an den Rändern der Öffnungen im Geländer.